# Cazorla
|  | Aquest article tracta sobre el municipi andalús. Si cerqueu el futbolista, vegeu «Santi Cazorla». |

Cazorla és un municipi situat a l'Est de la província de Jaén (Espanya). És el municipi més gran i capital de la comarca de Sierra de Cazorla, també coneguda com a Comarca de Cazorla. Es troba a la falda de la Serralada de Cazorla, coronant la vall del Guadalquivir.

## Història
Al voltant del 2000 aC, a les terrasses més antigues del riu Cerezuelo de Cazorla, s'estableixen els primers poblats estables. Prop d'aquí, en un turó conegut com la Loma del Bellotón, s'ubica un petit poblat de la cultura del Bronze (1.500 a. de C.). La cultura Ibera es desenvolupà de manera important en aquestes terres.
Durant la romanització, els romans s'assentaren en aquesta regió, coneguda com a "Saltus Tugiensis", i anomenaren les seves serres com "Mons Argentarius", per les riqueses d'argent i sal que trobaren aquí. La presència romana fou força destacable a la comarca, ja que, fins i tot, s'han trobat algunes restes importants dins del mateix nucli urbà de l'actual Cazorla.
Durant l'ocupació musulmana, tant Cazorla com les localitats veïnes es van fortificar, tal com indiquen les troballes arqueològiques trobades.
El feu de Cazorla fou durant l'Edat Mitjana un enclavament fronterer de gran importància. Testimoni d'això és l'estreta xarxa de castells i fortaleses que delimitaren l'Avançament creat en 1231, amb la donació de la vila de Quesada i les seves aldees per Ferran III el Sant al prelat de Toledo.
Als segles XVII i XVIII s'originaren plets entre la Corona i la Mitra per qüestions de jurisdicció, furs i rendes que empobriren els senyors feudals. El 1811, les Corts de Cadis aboliren la jurisdicció civil de la Mitra Toledana sobre aquestes terres, malgrat que no passaria el mateix amb la jurisdicció eclesiàstica. Cazorla i la resta de viles i aldees de l'Avançament seguirien dependents de l'arquebisbat de Toledo fins al 1954.
Durant la guerra d'independència, els veïns d'aquesta Comarca es distingiren pel seu patriotisme, tot lluitant heroicament contra l'invasor. Restes de la cruesa del moment, són les ruïnes de l'església major de Santa Maria, que fou destruïda per l'invasor. Com a premi a tan alts serveis, les Corts Generals de Cadis, concediren, el dia 1 d'abril de 1813 a la Vila de Cazorla, el títol de Ciutat, amb la distinció de "Molt Noble i Molt Lleial". Més tard Alfons XII recompensà la fidelitat de Cazorla a la Corona, en temps de guerres carlistes, atorgant al seu Ajuntament la categoria d'Excel·lentíssim.

## Pedanies
- Valdecazorla
- El Molar
- El Vadillo Castril
- Casas de Estepa

## Poblacions agermanades
- La Sénia ( Catalunya)